# أبو ضحكة جنان (مسلسل)
أبو ضحكة جنان قصة حياة الفنان الكبير إسماعيل ياسين الذي بدأ مطربا في السويس وانطلق كممثل مصر الكوميدي الأول كما يذكر علاقته برجال الثورة وطلبهم منه تقديم أفلام عن الجيش المصري كفيلم إسماعيل ياسين في بوليس حربي وإسماعيل يس في الأسطول وإسماعيل ياسين في الطيران كما يتحدث عن زواجه ووفاته وابنه المخرج ياسين.

## الممثلين

### البطولة
- أشرف عبد الباقي في دور إسماعيل ياسين.
- صلاح عبد الله في دور أبو السعود الإبياري.
- طارق الإبياري في دور ياسين إسماعيل ياسين.
- رانيا فريد شوقي في دور فوزية زوجة إسماعيل يس الثالثة، وأم ولده الوحيد ياسين.

| - لطفي لبيب في دور المعلم ياسين الصائغ والد إسماعيل ياسين. - عائشة الكيلاني في دور أليفة جدة إسماعيل ياسين لأمه. - حنان سليمان في دور زكية والدة إسماعيل ياسين. - إيما عاكف... في دور ثريا المونولوجيست زوجة إسماعيل يس الأولى. - سماح السعيد في دور الراقصة حكمت زوجة إسماعيل يس الثانية. - ريم صابوني في دور مارجريت زوجة والد إسماعيل ياسين. - مصطفي الشامي في دور والد فوزية زوجة إسماعيل يس. - عماد الراهب في دور ألبيرت أخو مارجريت. - الطفل هادي خفاجة في دور إسماعيل ياسين صغير. | - كارمن لبس في دور بديعة مصابني. - علاء مرسي في دور مؤلف اسمه حمدي سالم. - مظهر أبو النجا في دور صحفي فاشل. - علاء زينهم في دور عامل في فرقة إسماعيل يس. - محمود عبد الغفار في دور المعلم صديق متعهد حفلات في الإسكندرية. - أيمن الشيوي أنطوان أبن أخت بديعة مصابني وزوج ببا عز الدين. - ناجي سعد في دور مؤلف مغمور اسمه سيد شبارة. - رباب ممتاز: حورية محمد في دور إحدى الراقصات الشهيرات. - سلوى عثمان في دور صاحبة ملهى ليلي وأم حورية محمد. - ميسرة في دور الراقصة ببا عز الدين. - عادل أمين... في دور مسعود، صاحب ملهي ليلي. - جميلة عزيز... الراقصة نادية كوارث | - عماد رشاد في دور المحامي علي خليل. - سامي مغاوري في دور سلامة، مكوجي بالأسكندرية ساعد إسماعيل يس في بداياته. - فيولا في دور صاحبة بنسيون (فندق صغير) بالأسكندرية (زوجة سلامة المكوجي). - علي عبد الرحيم في دور حسين صديق والد إسماعيل. - شادي سرور في دور فريد صديق إسماعيل ياسين منذ الطفولة. - محمد التاجي في دور علي قدح صاحب مطعم في الإسكندرية. |

| - أحمد بدير في دور محمود المليجي. - صبري عبد المنعم في دور بشارة واكيم. - سمير غانم في دور نجيب الريحاني. - عبد العزيز مخيون في دور الموسيقار محمد عبد الوهاب. - هادي الجيار في دور فطين عبد الوهاب. - طارق عبد العزيز في دور الصحفي موسى صبري. - سليمان عيد في دور المونولوجيست سيد سليمان. - عصام كفافي في دور يوسف شاهين. - فتحى رياض القصبجى في دور رياض القصبجي. - بدرية طلبة في دور زينات صدقي. - علي حمدي في دور أنور وجدي. | - عبد الله مشرف في دور متعهد أفراح بالسويس. - خليل حداد في دور متعهد أفراح سوري. - غسان مطر في دور كامل قسطندي، متعهد حفلات لبناني. - سيد جبر في دور متعهد أفراح برأس البر. - بير شمعون في دور متعهد حفلات لبناني. | - حمدي السخاوي في دور صاحب محل أقمشة بالسويس. - محمد ريحان في دور إمام جامع. - أحمد حلاوة في دور يوسف عز الدين، صاحب محطة إذاعية. - آمال رمزي في دور دولت هانم، صاحبة بنسيون بالقاهرة. - يوسف العسال صاحب محل ساعات بالسويس - بيسة - علي السرساوي طفل - عز الدين علاء طفل |

## الحلقات

### الحلقة 1
تبدأ الحلقة الأولى في مدينة السويس عام 1913 وهو العام الذي ولد فيه إسماعيل ياسين، ويظهر من خلال الحلقة أن إسماعيل ولد لأب ثري لديه علاقة بامرأة إنجليزية يتزوج منها سرا، وتستغله للحصول على أمواله، مما يؤثر على علاقته بوالدة إسماعيل ياسين «زكية» التي تتدهور حالتها الصحية ولا تجد إلى جانبها سوى ابنها إسماعيل.

#### الحلقة 2
يستمر والد إسماعيل يس في لهوه حتى تتكاثر عليه الديون، ويبدأ في تعاطي المخدرات، وعند معرفة زوجته أنه تزوج من الإنجليزية «مارجريت»، تمرض وسرعان ما تتوفى، ويضطر إسماعيل للانتقال للعيش مع زوجة أبيه، التي تتفنن في إحداث المشاكل حتى تدفع والده لإخراجه من المدرسة، لعدم رغبة والده في دفع المصروفات، كما تلزم أبيه بعدم أخذه للعمل معه بمحل المجوهرات الذي يمتلكه، إلى أن تطلب أن يغادر المنزل نهائيا ويعود للعيش مع جدته.

#### الحلقة 3
في الحلقة الثالثة تتم سرقة محل المعلم ياسين والد إسماعيل مما يتسبب في تكاثر ديونه ويترتب عليه إشهار إفلاسه وبيعه لمحل المجوهرات الخاص به، وتسافر «مارجريت» زوجته إلى إنجلترا لزيارة أهلها، ويترك إسماعيل جدته ويذهب للعيش مع والده، الذي يرسله للعمل عند تاجر أقمشة قاسي القلب.

#### الحلقة 4
في الحلقة الرابعة تعود «مارجريت» زوجة المعلم ياسين من إنجلترا بعد أن زارت عائلتها لتكتشف إفلاس زوجها وبيعه للمحل الخاص به، فتقنعه بتزييف العملات لما لديه من خبرة سابقة في مجال صناعة الذهب، وبالفعل يبدأ المعلم ياسين في ذلك، ولكن ابنه إسماعيل يكتشف ذلك ويواجه، مما يصيب المعلم ياسين بصدمة.

#### الحلقة 5
يتخلص المعلم ياسين من أدوات تذوير العملة التي كان يستخدمها، ويكتشف أن زوجته «مارجريت» هي التي سرقت الذهب من خزانته وباعته في إنجلترا لأحد التجار الكبار، مما يدفعه لتطليقها في قسم الشرطة، والذهاب للعيش مع ابنه إسماعيل مع جدته، بعدها يبدأ من جديد التجارة في الفضة بمساعدة الخواجة «ارتين» تاجر الساعات الذي يعمل لديه إسماعيل، ومع عام 1931 يتملك ياسين محلا جديدا للفضة، ويفصح إسماعيل لوالده عن حبه للغناء ورغبته في أن يصبح مطربا ويقابله والده برفض شديد.

#### الحلقة 6
في الحلقة السادسة يتقدم المعلم ياسين للزواج من سيدة أرملة، لكنها تشترط عليه موافقة ابنه إسماعيل أولا، وفي المقابل يطلب إسماعيل من والده أن يسمح له بالغناء، وأن يصبح مطرب، وأمام إصرار إسماعيل يوافق والده ليتمم زواجه، وبالفعل يبدأ إسماعيل في عمل «بروفات» مع فرقة موسيقية ليغني في فرح أخت أحد أصدقاءه ولكن تحدث مشاجرة في الفرح تمنعه من الغناء.

#### الحلقة 7
إسماعيل يقرر السفر إلى القاهرة للبحث عن الشهرة وتحقيق حلمه بأن يصبح مطرب معروف، ولكن تقابله مشكلة المصاريف، فهو لا يملك أي مبلغ يستطيع العيش به إلى أن يجد عمل، يضطر لسرقة مبلغ 6 جنية من جدته، نظير نصيبه في ميراثه من مصوغات والدة التي تستحوذ عليها جدته، ويسافر إلى القاهرة بصحبة صديقة المقرب زغلول.

#### الحلقة 8
إسماعيل يسافر إلى القاهرة بصحبة صديقة زغلول قاصدا منزل بنات خالته الأولى يطرده زوجها فور علمه أنه قدم من السويس للغناء، أما الثانية تترك منزلها يوم وصوله للانتقال مع زوجها إلى المنصورة، مما يدفعه للإقامة في الفندق الذي يملكه والد الراقصة نادية كوارث التي كان قد قابلها في السويس من قبل، ويتمكن من الغناء في أحد الأفراح في منطقة «السبتية» إلا أن المستمعين لا يعجبهم اختياراته وغنائه ويطلبون منه الرحيل.

#### الحلقة 9
بعد أن ينتهي ما لدي إسماعيل من أموال يقوم صاحب الفندق بطرده بعد التحفظ علي حقيبه ملابسه
فيهيم في شوارع القاهرة حتي يذهب الي جامع لصلاة الفجر فيساعده إمام الجامع لأسترداد حقيبته ويقوم بتوصيله حتي محطة القطار

#### الحلقة 10
يقرر إسماعيل ياسين العودة إلى السويس بعد أن فشل في القاهرة في أن يصبح مطرب معروف، ويبدأ في الغناء في السويس في جميع المناسبات الأفراح وأعياد الميلاد، إلى أن يأتي الشيخ إسماعيل الفأر صديق المعلم ياسين والد إسماعيل في زيارة للسويس ويطلب أن يغني إسماعيل في عيد ميلاد ابن قدري باشا، وبالفعل يعجب الباشا بأداء إسماعيل ويطلب منه أن يعيش في القاهرة بجانبه ويحيي جميع حفلاته التي يستضيف فيها نخبة المجتمع نظير مبلغ 20 جنية شهري.

#### الحلقة 11
ترك علي إسماعيل في الكازينو لمقابلة صديقته وطلب الجرسون الحساب ولكن يعجز إسماعيل عن الدفع واخذه أنطوان إلى الشرطة ولكن ساعده علي ، بدأ إسماعيل العمل في مكتب علي المحامي ، أعجب إسماعيل بغناء المنولوجات وقرر الاتجاه للغناء هذا النوع من الأغاني.